# Onafhankelijke Defensie Bond
De Onafhankelijke Defensie Bond (ODB) is een Nederlandse militaire vakbond voor militair en burgerpersoneel van het ministerie van Defensie. 
De bond werd op 2 juni 2005 opgericht om de collectieve en individuele belangen te behartigen van personeel (militairen en burgers) in dienst van het ministerie van Defensie en hun familieleden, evenals de gepensioneerden, weduwen en weduwnaren van defensiepersoneel. 
De ODB is per 21 maart 2013 aangesloten bij de Stichting Voor en Door Defensiepersoneel (SVEDD) dit orgaan beheert het kantoor en de administratie van de ODB
De ODB is per 1 januari 2018 onafhankelijk geworden van een centrale van overheidspersoneel en kan als dusdanig zelfstandig beslissingen nemen.
De ODB is per 12 mei 2023 aangesloten bij de Koepel Gepensioneerden.